# Albert Mengue Ayissi
Pour les articles homonymes, voir Mengue.
Albert Mengue Ayissi est un boxeur camerounais né le 18 avril 1999.

## Carrière
Albert Mengue est le porte-drapeau de la délégation camerounaise aux Jeux olympiques d'été de 2020 à Tokyo, où il est éliminé en huitièmes de finale dans la catégorie des poids welters par l'Irlandais Aidan Walsh.
Il est médaillé de bronze dans la catégorie des moins de 71 kg aux championnats d'Afrique de boxe amateur 2023 à Yaoundé.